# Polonais de Roumanie

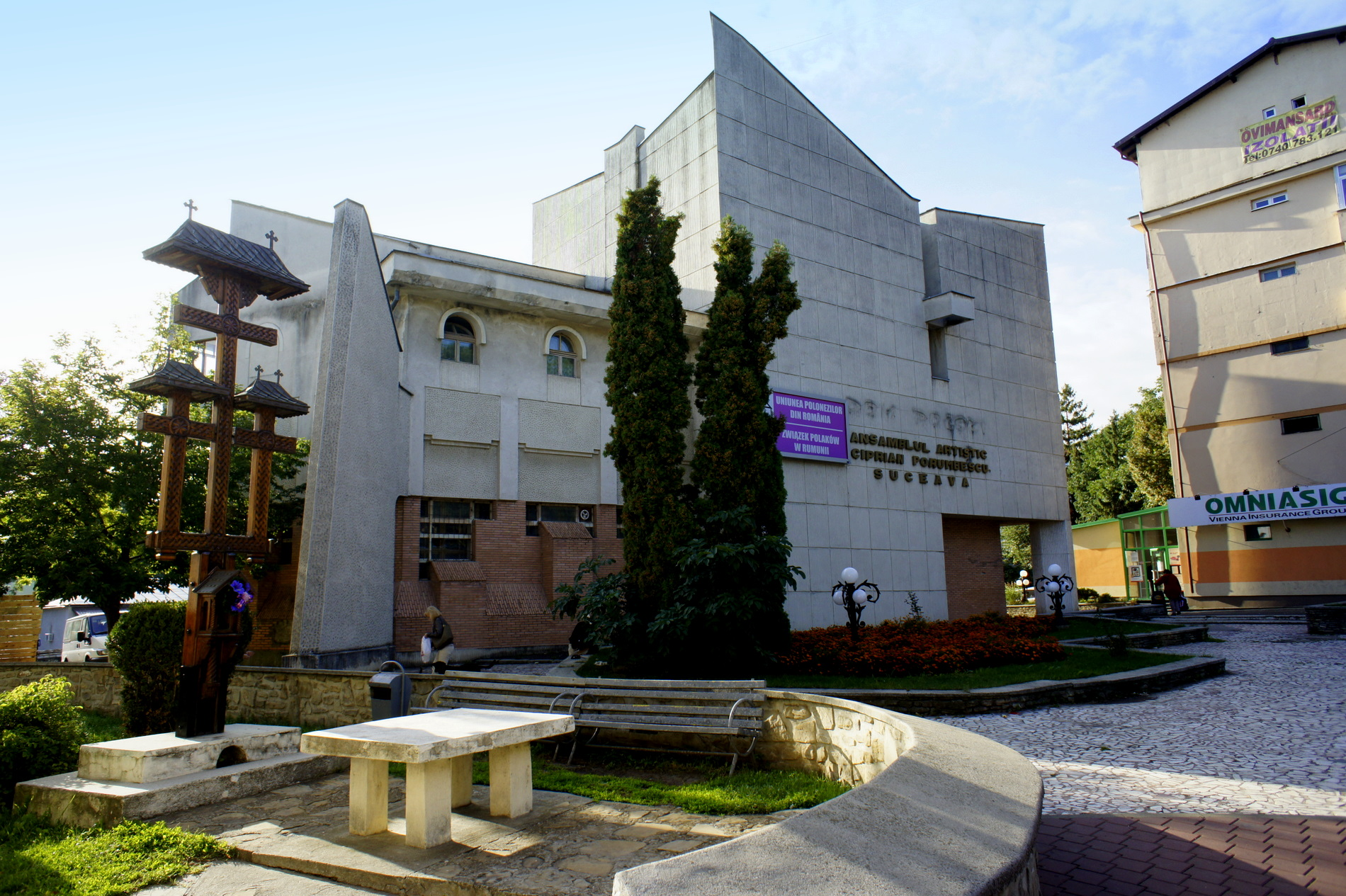
Siège de l' à Suceava.

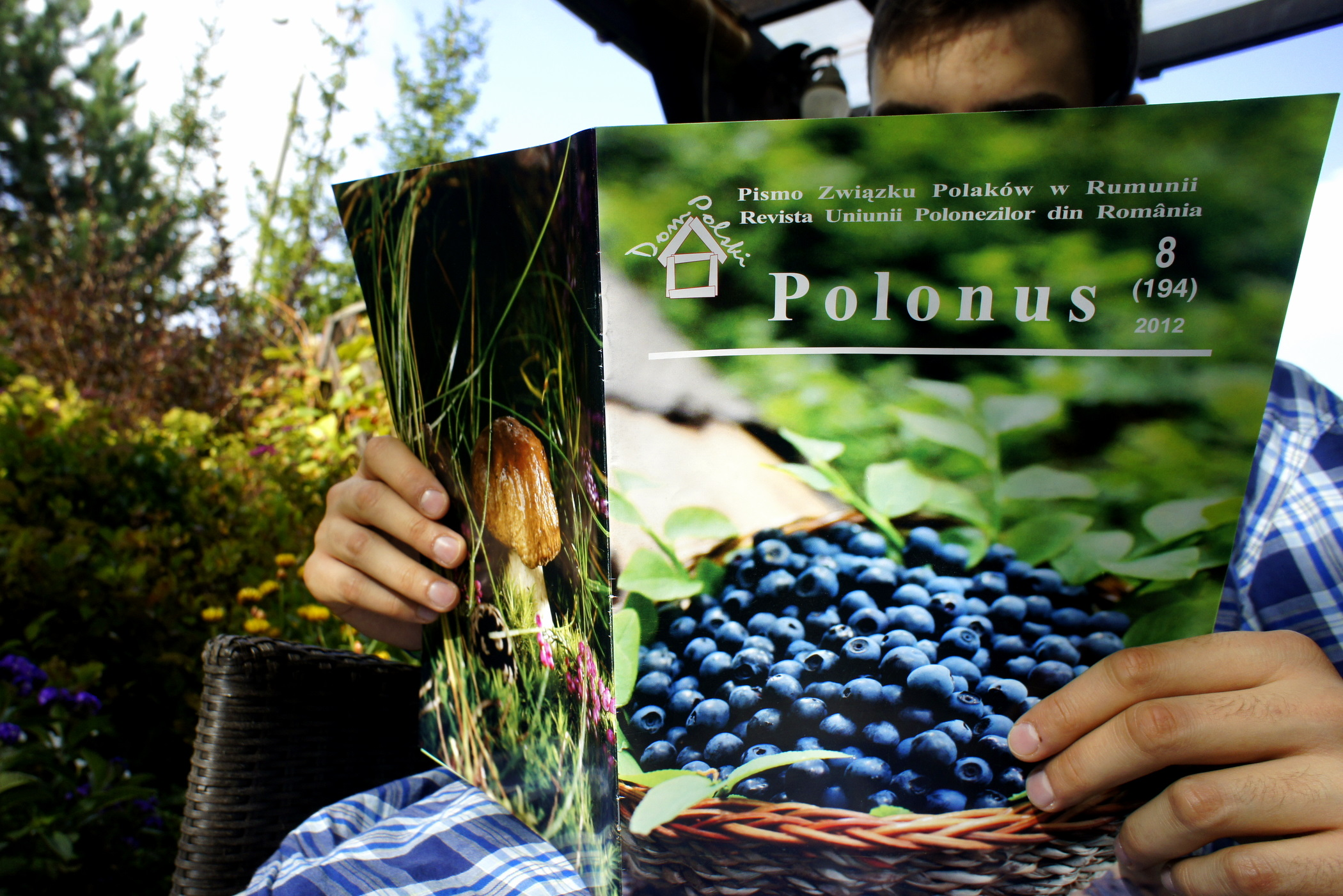
Polonus, le magazine de l'Union des Polonais de Roumanie.

Les Polonais de Bucovine (en polonais : Polonia w Rumunii et en roumain : Polonezii din România) sont un groupe ethnique et linguistique de Roumanie, vivant principalement en Bucovine méridionale, dans l'actuel județ de Suceava. Ils sont les descendants des populations polonaises s'étant installées dans cette région à l'époque de la domination autrichienne de 1775 à 1918, formant des foyers polonophones catholiques parmi les roumanophones orthodoxes. La communauté polonaise de Roumanie est aujourd'hui officiellement reconnue comme une minorité nationale.

## Histoire

### Domination et colonisation autrichienne de la Bucovine
La présence d'une importante population polonaise en Bucovine (polonais : Bukowina) trouve son origine dans le vaste mouvement de colonisation de la région à la fin du XVIIIe siècle, après que la Bucovine a été enlevée à la principauté de Moldavie par l'empire d'Autriche, suite la guerre russo-turque de 1768-1774. D'abord baptisée « Moldavie autrichienne », la région fut renommée Bucovine, et constitua un kronland accolé à la province de Galicie. Des Polonais des zones minières de Bochnia et de Wieliczka y furent alors envoyés pour exploiter les mines de sel de Cacica (polonais : Kaczyka) ; d'autres, fonctionnaires ou militaires, originaires de Cracovie ou de Lviv (alors capitale de la Galicie) y furent envoyés afin de relayer l'autorité des Habsbourg dans la région et d'y augmenter la proportion de catholiques. De plus la région attirait de nombreux nouveaux arrivants (allemands, juifs, tchèques, slovaques, russes, italiens et polonais), du fait du choix du pouvoir autrichien d'en exempter de service militaire les nouveaux habitants.
Les Polonais, mais aussi de nombreux Ukrainiens gréco-catholiques, s'installèrent dans les agglomérations de Bucovine du Nord, comme à Cernăuți (polonais : Czerniowce, rebaptisée Tschernowitz en allemand), mais aussi en Bucovine du Sud, en particulier à Suceava (polonais : Suczawa), Rădăuți (polonais : Radowce), Câmpulung Moldovenesc (polonais : Kimpulung Mołdawski), Gura Humorului (polonais : Gura Humora). Leur vocation marchande autant que leur connaissance de la région favorisa leur implantation dans ces agglomérations où ils prospérèrent comme l'attestent les riches sépultures de familles notables polonaises au cimetière de Suceava. Les autochtones moldaves, en revanche, ressentirent cette colonisation comme une invasion démographique, économique et culturelle, d'autant que l'allemand devint langue officielle et d'enseignement, et que les Habsbourg affirmaient avoir acquis cette terra nullium (« terre de personne ») de l'Empire ottoman, comme si la principauté de Moldavie n'avait jamais existé, alors que le traité de vassalité entre les Ottomans et la Moldavie garantissait les frontières de celle-ci. Les Moldaves s'organisèrent donc en « sociétés publiques d'enseignement et de fraternité » (roumain : Societăți obștești de învățătură și de frăție) pour résister à la politique des Habsbourg.
En 1803, des colons originaires de Čadca (polonais : Czaca, Czadca, aujourd'hui située dans le Nord-Ouest de la Slovaquie centrale à la confluence des frontières tchèque et polonaise) s’installèrent dans les villages de Tereblecea (polonais : Treblecz), près de Siret (polonais : Seret), Crasna Veche (polonais : Stara Huta Krasna) et Caliceanca (polonais : Kaliczanka), puis entre 1814 et 1819, mais cette fois à Adâncata (polonais : Hlyboka) et à Tereșina (polonais : Tereszna). Enfin, une nouvelle vague de colons de la même région fonda les villages de Solonețu Nou (polonais : Nowy Sołoniec) en 1834, de Pleșa (polonais : Plesza) en 1835 et de Poiana Micului (polonais : Pojana Mikuli) en 1842. L'ensemble de ces colons, parlant un dialecte polonais proche du slovaque, souvent très pauvres et illettrés, était dénués de prétentions nationalistes, et la plupart s'assimilèrent par la suite soit aux Ruthènes, soit aux Moldaves locaux.
Les Polonais de Suceava et de ses environs, en revanche, possédaient un niveau culturel et social plus élevé. Beaucoup d'entre eux furent de fervents nationalistes qui financèrent leurs propres "Sociétés de lecture et d'aide fraternelle" (polonais : Czytelnia Polska i Bratnia Pomoc), et de nombreuses écoles polonaises dont trois dans l'agglomération de Suceava et sa périphérie (Suceava, Ițcani, Bosanci), à Solca (polonais : Solka) et Cacica.
Une dernière vague migratoire eut lieu après l'insurrection de novembre 1830 et le soulèvement de Cracovie en 1846, lorsque les autorités autrichiennes décidèrent le déplacement de familles paysannes ayant participé aux soulèvements. Dans la seconde moitié du XIXe siècle, les Polonais de Bucovine devinrent eux aussi de plus en plus hostiles à la politique de l'Autriche-Hongrie et se retrouvèrent par conséquent proches des mouvements roumains. En novembre 1918, ils votèrent pour le rattachement au royaume de Roumanie à l'assemblée provinciale de Bucovine, contrairement aux Ukrainiens qui pour leur part réclamaient un rattachement à la république populaire d'Ukraine occidentale. Certains polonais, comme Kornelius Zieliński, devinrent même des nationalistes roumains ; d'autres comme Cyprian Gołęmbiowski, des compositeurs roumains reconnus (ce dernier composa en outre la musique de l'hymne national albanais, Hymni i Flamurit).

### La Bucovine en Roumanie
Dans la Roumanie de l'entre-deux guerres, le roumain redevint langue officielle et d'enseignement en Bucovine, où 70 % de la population restait moldave, mais les écoles en allemand, yiddish et polonais, religieuses pour la plupart, continuèrent à fonctionner. Mais après la grande crise économique des années 1930 les nationalismes s'exacerbèrent comme partout en Europe, et les relations avec les minorités se dégradèrent, sauf précisément avec les Polonais, et ce d'autant que depuis le 26 mars 1926 une convention défensive polono-roumaine liait les deux pays. En 1939 il y avait environ 80 000 Polonais sur le territoire de la Grande Roumanie, et leur nombre augmenta fortement cette année en raison de l'invasion de la Pologne par l'Allemagne nazie et l'URSS en application du pacte Hitler-Staline : la Roumanie ouvre ses frontières au gouvernement polonais et aux rescapés de son armée, utilisant le Service maritime roumain pour transporter les forces polonaises à Alexandrie où elles intègrent les troupes britanniques. Cette politique fait dire à Hitler : « la Roumanie est comme les États-Unis : elle est officiellement neutre, mais en réalité elle nous livre une guerre froide ». Mais moins d'un an après, la Roumanie est à son tour occupée par les Soviétiques (fin juin 1940), par les alliés du Troisième Reich (août 1940) et par la Wehrmacht (octobre 1940) tandis qu'Ion Antonescu, le « Pétain roumain » (comme il s'auto-proclamait) prend le pouvoir et s'allie à son tour à l'Allemagne. Dès lors le sort des Polonais encore présents dans la région est très précaire.

### Depuis 1945
Parmi les Polonais de Roumanie, ceux des territoires devenus soviétiques (Bessarabie et Bucovine du nord) ont été « déplacés » soit en 1940 vers le Goulag, soit en 1945 vers la nouvelle Pologne, avec les Polonais de Galicie orientale. Les Polonais de Bucovine du Sud restée roumaine, moins nombreux, eurent des destins variables. Certains, qui avaient rejoint la Résistance, furent déportés ou assassinés par les forces d'occupation allemandes en Roumanie, d'autres furent envoyés vers la Pologne à partir de 1944 sur décision des forces d'occupation soviétiques, et seule une minorité put rester. En 1949 il ne restait plus que 11 000 Polonais en Roumanie communiste, et aucun en Bucovine du Nord devenue soviétique.

## Démographie

### Évolution de la population polonaise
| Année | Polonais | Polonais    | dont... dans le Județ de Suceava | Personnes de langue maternelle polonaise | Personnes de langue maternelle polonaise |
| Année | Nombre   | Pourcentage | dont... dans le Județ de Suceava | Nombre                                   | Pourcentage                              |
| ----- | -------- | ----------- | -------------------------------- | ---------------------------------------- | ---------------------------------------- |
| 1930  | 48 310   | 0,3 %       |                                  |                                          |                                          |
| 1948  |          |             |                                  | 6 753                                    | 0,04 %                                   |
| 1956  | 7 627    | 0,04 %      | 42 %                             | 5 494                                    | 0,03 %                                   |
| 1966  | 5 860    | 0,03 %      | 48 %                             | 4 699                                    | 0,02 %                                   |
| 1977  | 4 641    | 0,02 %      | 54 %                             | 3 800                                    | 0,02 %                                   |
| 1992  | 4 232    | 0,02 %      | 66 %                             | 3 047                                    | 0,01 %                                   |
| 2002  | 3 559    | 0,02 %      | 73 %                             | 2 690                                    | 0,01 %                                   |
| 2011  | 2 543    | 0,01 %      | 76 %                             | 2079                                     | 0,01 %                                   |

### Lieux de vie
- Commune de Cacica, 3 712 habitants, dont 20 % de Polonais, et notamment les villages de Cacica et Solonețu Nou.
- Commune de Mănăstirea Humorului, 3 233 habitants, dont 20 % de Polonais, et notamment les villages de Poiana Micului et Pleșa.
- Commune de Moara, 4 384 habitants, dont 3 % de Polonais, et notamment les villages de Poiana Micului et Ple

### Situation en 2011
Selon le recensement de 2011, le județ de Suceava abrite les trois quarts de la minorité polonaise de Roumanie, où elle ne représente plus que 0,3 % de la population. La communauté polonaise est caractérisée par un plus fort taux de ruralité que la moyenne nationale (69 % des Polonais vivant dans des communes contre 46 % en moyenne), ainsi que par sa pratique majoritaire de la religion catholique (91 % de catholiques, 5 % d'orthodoxes parmi les polonophones). Enfin, 79 % des personnes s'étant identifiés comme polonaises, ont déclaré avoir le polonais comme langue maternelle et 19 % le roumain.

## Représentation politique
La minorité polonaise étant officiellement reconnue par l'état roumain, lui est automatiquement attribué un siège à la Chambre des députés depuis 1990. Depuis les premières élections législatives démocratiques, la minorité polonaise a donc été représentée par l'Union des polonais de Roumanie (Uniunea Polonezilor din România, Polaków w Rumunii), connue auparavant sous le nom d'Union des polonais de Roumanie Dom Polski” (Związek Polaków w Rumunii "Dom Polski").
- Antonie Lințmaier (1990-1992)
- Iohan-Peter Babiaș (1992-2002)
- Longher Ghervazen (depuis 2002)